# Würmeln
würmeln ist ein Kinder- und Wettlauf-Spiel für drei bis fünf Spieler ab acht Jahren, es dauert etwa 15 Minuten pro Runde. Es ist im Jahr 1994 erstmals beim Verlag Blatz Spiele erschienen und wurde in den Folgejahren international aufgelegt.

## Thema und Ausstattung
Bei dem Spiel handelt es sich um ein Wettlauf-Spiel, bei dem mehrere Würmer gegeneinander antreten. Zur Spielausstattung gehören neben der Spieleanleitung:
- 4 Pfosten
- eine Ziellinie
- 5 mal 7 Wurmteile (in 5 Farben)
- 5 sechsseitige Würmel-Würfel mit den Werten 3 bis 7 und X

## Spielweise
Zu Beginn des Spiels werden die Start- und die Ziellinie aufgebaut. Die Startlinie wird durch zwei Pfosten markiert, das Ziel durch die beiden übrigen Posten und die dazwischen liegende Ziellinie. Die Strecke zwischen Start und Ziel beträgt etwa 60 bis 70 Zentimeter. Danach wählt jeder Mitspieler eine Farbe und erhält die entsprechenden 7 Wurmteile und den passenden Würfel. Jeder Spieler baut nun seinen Wurm hinter der Startlinie so auf, dass sich die Wurmteile berühren und eine zusammenhängende Kette bilden. Das Ziel des Spiels liegt darin, den eigenen Wurm als erster bis zur Ziellinie zu bekommen.
Die Würfel werden beim würmeln nicht zum Würfeln, sondern zum Bieten genutzt. Das jeweilige Gebot zeigt an, um wie viele Teile der Spieler seinen Wurm im Zug bewegen möchte, alternativ kann er das X wählen. Alle Spieler geben zu Beginn des Zuges ihr Gebot verdeckt ab, alle Gebote werden gleichzeitig aufgedeckt. Bieten zwei oder mehr Spieler denselben Wert oder das X, heben sich diese Gebote auf und die Spieler dürfen ihren Wurm in der Runde nicht bewegen. Alle anderen dürfen ihren Wurm um die gesetzte Anzahl Elemente vorwärts bewegen, beginnend mit dem geringsten Gebot. Bietet ein Spieler ein X und es gibt kein zweites X in der Runde, darf er seinen Wurm um eine beliebige in dieser Runde nicht gesetzte Zahl bewegen und zugleich die Ziellinie bewegen, indem er sie um einen der Pfosten verdreht; der Abstand der Pfosten und die Länge der Ziellinie bleiben dabei entsprechend gleich. Die 7 und das X dürfen nicht vom gleichen Spieler in zwei aufeinander folgenden Runden gesetzt werden, es sei denn, sie waren in einer Runde ungültig.
Beim Vorwärtssetzen versucht der Spieler, seinen Wurm in Richtung der Ziellinie zu bewegen, zugleich kann er jedoch versuchen, durch seitliches Ausweichen die Mitspieler zu behindern. Der Wurm muss bei seinem Zug vollständig bleiben, alle Teile müssen sich am Ende wieder berühren; dafür wird einfach der letzte Wurmstein nach vorn an den Wurmkörper angelegt und bildet den neuen Kopf. Der Wurm darf zudem vor dem eigentlichen Zug vollständig bewegt und gedreht werden, wobei der Schwanzstein an seiner Stelle und die Teile verbunden bleiben müssen.
Das Spiel endet, wenn ein Spieler mit dem Kopf von seinem Wurm die Ziellinie erreichen kann.

## Ausgaben und Rezeption
Das Spiel würmeln wurde von Alex Randolph entwickelt und zuerst 1994 im Verlag Blatz Spiele (heute Schmidt Spiele) veröffentlicht. Es erschien unter anderem 2008 als Rupsen Race bei 999 Games in einer holländischen und als Worm up! bei Abacusspiele und Eagle-Gryphon Games in einer englischen bzw. multilingualen Fassung. Auch das 1996 erschienene Spiel Kameltreiber baut auf würmeln auf.

## Belege
1. 1 2 3  Spieleanleitung würmeln